# Benedetto Rabuyate

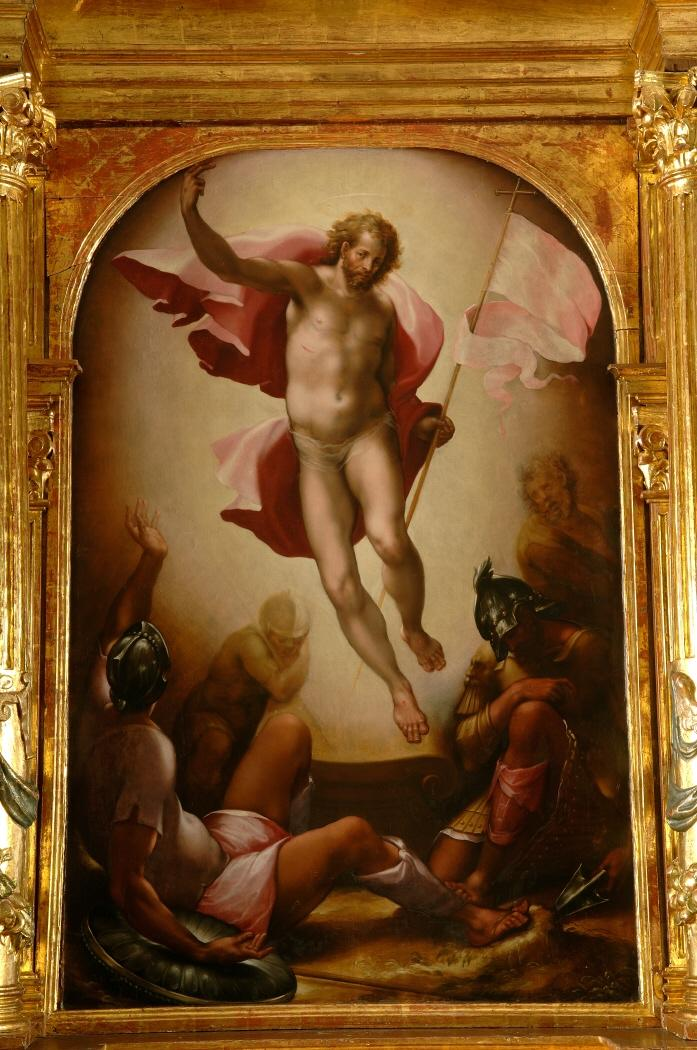
Tabla central de La Resurrección atribuida a Benedetto Rabuyate.

Benedetto Rabuyate (Florencia, República de Florencia 1527 o 1507 - Valladolid, 1592) fue un pintor de origen italiano afincado en Valladolid hacia 1550, su nombre se encuentra castellanizado como Benito Rabullate, Benito Rabuyate o Benedito Rabullati. A pesar de encontrarse establecido con taller en Valladolid su radio de acción fue mayor y se extendió hasta la corte de Madrid.

## Su obra
Fue contratado junto con otros artistas, entre los años 1557 y 1558 , por el rey Felipe II para la ejecución de pinturas al fresco en la capilla «y otros lugares» del Real Sitio de Valsaín. Posteriormente hacia 1565, fue el encargado de decorar, junto con Gaspar de Palencia y otros pintores, empleando la misma técnica de pintura mural, una serie de escenas para el claustro del monasterio cisterciense de Santa María de Valbuena, de la provincia de Valladolid; se atribuyen a Rabuyate por su evidente relación con la escuela florentina los frescos titulados Jesús ante Pilatos y La Resurrección.
Se conservan de este autor en el archivo de la Real Chancillería dos magníficos dibujos del Arco de Triunfo efímero realizado para conmemorar la entrada de la reina Isabel de Valois en Valladolid el año 1565. Fueron expuestos en el Museo Nacional de San Gregorio en la exposición «Las Tierras y los Hombres del Rey» realizada entre octubre de 1998 y enero de 1999.
El antiguo Palacio de Justicia de Valladolid albergó una serie de obras de arte, desaparecidas, entre las que se encontraba una pintura de una Virgen con Niño atribuida a Rabuyate que había tenido como modelo un original de Sebastiano del Piombo; otras pinturas desaparecidas pero documentadas -por un pleito que tuvo por ellas- son las que realizó para la iglesia de San Andrés también de esta ciudad, colocadas tras la portada lateral del edificio.
Entre sus obras atribuidas destaca el retablo de la Resurrección, de la colección del Museo Nacional Colegio de San Gregorio, dicho retablo procede del oratorio de la Real Chancillería y aunque no se conserva el documento del contrato de ejecución se sabe que participaron en su elaboración el pintor Gaspar de Palencia y el dorador Bartolomé Almenares gracias a un poder donado en 1571 a este último para cobrar su trabajo de la Chanchillería. El retablo pintado al óleo sobre tablas, consta de cuatro escenas sobre la vida de Cristo: la predela con El Entierro, un Ecce Homo en la tabla derecha, en la parte izquierda una Flagelación y la central y principal que corresponde a La Resurrección, esta tabla realizada con una calidad superior, con atisbos italianizantes y que muestra una perfecta anatomía, ha hecho posible, la atribución a Benedetto Rabuyate, pintor que en estas fechas ya estaba bien asentado y con gran influencia en el plano artístico de Valladolid.